# Sablika
Sablika (fl. 1795), mogelijk ook wel Sablica, was een vrije zwarte vrouw die ten tijde van de slavenopstand van 1795 op Curaçao leefde. Er is weinig met zekerheid over haar bekend. Er zijn ook geen historische bronnen die kunnen bevestigen dat ze, zoals wel gezegd, een medestrijder en vertrouweling was van Tula, de leider van de opstand. In de 21e eeuw is ze een symbool geworden voor vrouwelijke verzetsstrijders die in de geschiedschrijving onzichtbaar blijven.

## In de archieven
In de historische archiefstukken over de Curaçaose slavenopstand van 1795 wordt drie keer een vrouw met de naam Sablica genoemd. Zij werd door Nederlandse overheidsdienaren na het neerslaan van de opstand in een verhoorverslag omschreven als “een vrij neegerin dewelke een allerdoortrapste en befaamde dievegge is, en het zogenaamde wijf van Nicolaas Valentijn die reeds is geëxcecuteerd, is tot geen andere bekentenis te brengen dan dat zij een onderrok, een camisool en drie kinderhemden heeft begraven, maar naderhand weeder te rug gegeeven.”  Over haar eventuele verdere rol in de opstand wordt niets vermeld.

## Culturele betekenis
In het tambú lied Rebeldia na Bandabou (Opstand in Bandabou) wordt een vrouw met de naam Sablika genoemd, die tijdens de opstand van 1795 samen met Pedro Wacao en Louis Mercier streed aan de zijde van Tula. Tambú is een van de manieren waarop de gemeenschap van slaafgemaakten op Curaçao de eigen geschiedenis heeft bewaard en doorgegeven. Het is echter niet met zekerheid te zeggen hoe oud het lied is, en ook is niet duidelijk of het hier gaat om de vrouw die in de archiefstukken wordt genoemd. Rebeldia na Bandabou wordt op Curaçao nog steeds gezongen.
In de 21e eeuw groeide de belangstelling voor de figuur Sablika en begonnen er tot dan toe onbekende verhalen over haar te circuleren. Zo zou zij de vriendin van Tula zijn geweest. Pater Jacobus Schink, die met de opstandelingen contact onderhield, zou Sablika een brief hebben geschreven; zij had hem gevat en zelfbewust geantwoord. Er zijn echter geen historische bronnen te vinden voor de relatie met Tula, of voor een briefwisseling met Schink.
De figuur Sablika is een symbool geworden voor vrouwelijke verzetsstrijders die in de geschiedschrijving onzichtbaar zijn gebleven.

## Vernoemingen
- In de Curaçaose wijk Flip werd in 1971 een school naar Sablika vernoemd. De school werd opgericht door Beatriz Muzo, een wijkbewoner die veel heeft betekend voor de sociale ontwikkeling van Flip.[7]

- In Rotterdam werd in 2020 een pad vernoemd naar Sablika als een van de strijders tegen slavernij en koloniale overheersing in de voormalige Nederlandse koloniën.[8]

- Het Nationaal Archief Curaçao kent een Project Sablika dat als doel heeft het digitale slavenregister verder uit te breiden en bekend te maken.[9]